# Aporea
Aporea, celým názvem Apokryfní realita (makedonsky Апокрифална реалност) bylo seskupení umělců v v makedonské republice během existence SFRJ. Hlásily se k ní například hudební skupiny Mizar, Padot na Vizantija, nebo Anastasija. Seskupení bylo aktivní během 80. let 20. století.
Avantgardní skupina vznikla v roce 1987 a jejím zakladatelem byl Goran Trajkovski a Zoran Spasov. Ideovým tvůrcem projektu potom Metodi Zlatanov. V roce 1990 skupina změnila název na Anastasija. Skupina se ve své hudební a umělecké tvorbě inspirovala kulturou Byzantské říše. Úspěch zaznamenala se soundtrackem k filmu Pred doždot. 